# Love Somebody Today
Love Somebody Today es el cuarto álbum de Sister Sledge publicado en 1980. Este disco que al igual que su álbum anterior We Are Family lanzado en 1979 y fue un gran éxito, fue también producido y escrito por Nile Rodgers y Bernard Edwards integrantes de la banda Chic e incluye tres éxitos debido al rechazo del disco que habían decidido sacar a la venta, en gran parte ignorando algunos sencillos como; "Got To Love Somebody" (US Pop # 64, R&B # 6, diciembre de 1979), "Reach Your Peak" (Pop # 101, R&B # 21, marzo de 1980) y "Let's Go On Vacation" (Pop-, R&B # 63). Este último pudo ser incluido en el álbum de soundtrack producido por Chic Soup For One en 1982.
Love Somebody Today fue uno de los cuatro álbumes en ser escrito y producido por Bernard Edwards y Nile Rodgers en el año 80, los otros tres son de Sheila and B. Devotion para su disco King of the World incluyendo el único éxito "Spacer", Chic con su cuarto álbum Real People y Diana Ross'  con su álbum diana que ganó un multiplatino al sacarlo a la venta e incluye tres éxitos: "Upside Down", "I'm Coming Out" y "My Old Piano", "Vengo" y "Mi viejo Piano".
Love Somebody Today - junto a seis otros álbumes de Sister Sledge - fue digitalmente remasterizado y reeditado en CD en 2007 por la discográfica Wounded Bird Records.

## Lista de canciones
- Todas las canciones escritas por Nile Rodgers y Bernard Edwards

### Lado A
1. "Got To Love Somebody"  - 6:53 Archivo de audio "Sister Sledge - Got To Love Somebody.ogg" no encontrado
2. "You Fooled Around"  - 4:28
3. "I'm A Good Girl"  - 4:11
4. "Easy Street"  - 4:34

### Lado B
1. "Reach Your Peak"  - 4:55 Archivo de audio "Sister Sledge - Reach Your Peak.ogg" no encontrado
2. "Pretty Baby"  - 4:03
3. "How To Love"  - 4:32
4. "Let's Go On Vacation"  - 5:08 Archivo de audio "Sister Sledge - Let's Go On Vacation.ogg" no encontrado

## Personal
- Kim Sledge - vocalista
- Debbie Sledge - vocalista
- Joni Sledge - vocalista
- Kathy Sledge - vocaliste
- Alfa Anderson - coros
- Fonzi Thornton - coros
- Luci Martin - coros
- Michelle Cobbs - coros
- Bernard Edwards - bajo eléctrico
- Gene Orloff - concertino
- Tony Thompson - batería
- Nile Rodgers - guitarra
- Andy Schwartz - teclados, Piano Rhodes
- Raymond Jones - teclados, Piano Rhodes
- Sammy Figueroa - percusión
- Robert Sabino -  piano, clavinet
- Eddie Daniels - saxofón
- Meco Monardo - saxofón tenor
- Bob Milliken - trombón
- Ellen Seeling - trompeta
- Jon Faddis - trompeta
- Cheryl Hong (The Chic Strings) - cuerdas
- Karen Milne (The Chic Strings) - cuerdas
- Marianne Carroll (The Chic Strings - cuerdas

## Producción
- Bernard Edwards - productor para Chic Organization Ltd.
- Nile Rodgers - productor para Chic Organization Ltd.
- Bob Clearmountain - ingeniero de sonido
- Bill Scheniman - ingeniero
- Larry Alexander - ingeniero
- Garry Rindfuss - ingeniero asistido
- Jeff Hendrickson - ingeniero asistido
- Peter Robbins - ingeniero asistido
- Ray Willard - ingeniero asistido
- Joe Gastwirt - Masterización
- Todas las canciones han sido grabadas y remixadas en Power Station Studios, New York

- Datos: Q9024525